# Simon Kunz
Simon Kunz (Londres, Inglaterra, 8 de mayo de 1954) es un actor británico, conocido por sus papeles en obras teatrales y en la película de Disney Channel The Parent Trap.

## Biografía
Empezó su carrera como actor con Cuatro bodas y un funeral, en un papel secundario. Después, en 1995 participó en la película GoldenEye. Su primer papel coprotagónico fue en The Parent Trap, en papel de Martin.
Después de esto, participó en varias obras teatrales. Regresó al cine en 2005 con Match Point. Su última actuación fue en 2011 con Capitán América, el primer vengador.
Después de dos años de ausencia, regresó al cine con Walking with the Enemy.
Entre 1985 y 1997 estuvo casado con Ashley Philips, con quien tiene dos hijos: John (1990) y Adrianna (1998). En 2013 se casó con Brianna Sodi y con ella tiene una hija, Kelly.

## Filmografía
- 1994 : Cuatro bodas y un funeral
- 1995 : GoldenEye
- 1998 : The Parent Trap
- 2001 : The Bunker
- 2005 : Match Point
- 2008 : City of Ember: En busca de la luz
- 2011 : Capitán América: el primer vengador
- 2013 : Walking with the Enemy
- 2017 : The Foreigner